# Gare de La Garde
Gare de La Garde vasútállomás Franciaországban, La Garde településen.

## Vasútvonalak
Az állomást az alábbi vasútvonalak érintik:
- Marseille–Ventimiglia-vasútvonal

## Kapcsolódó állomások
A vasútállomáshoz az alábbi állomások vannak a legközelebb:
- Gare de La Pauline-Hyères
- Gare de Toulon